# 大雁墩古文化遗址
大雁墩古文化遗址位于安徽省合肥市庐阳区大杨镇高墩社区，毗邻南淝河，是一处周代台墩型遗址，有青铜冶炼遗存。20世纪80年代全国第二次可移动文物普查中发现该遗址。1985年列入第一批合肥市文物保护单位名录。2017年配合普天合电系能源科技园项目，安徽省文物考古研究所与安徽大学历史系考古学专业师生共同对大雁墩遗址进行了正式发掘。